# Bothrops lojanus
Bothrops lojanus е вид змия от семейство Отровници (Viperidae). Видът е застрашен от изчезване.

## Разпространение
Разпространен е в Еквадор.